# Opogona cyrtomis
Opogona cyrtomis är en fjärilsart som beskrevs av Edward Meyrick 1915. Opogona cyrtomis ingår i släktet Opogona och familjen äkta malar. Inga underarter finns listade i Catalogue of Life.